# 塞德利茨号大巡洋舰
塞德利茨号大巡洋舰（SMS Seydlitz）是德国海军于1911年开工建造的一艘战列巡洋舰。该舰在毛奇级大巡洋舰基础上改进设计，为了改善适航性能，提高舰艏乾舷；加强舰体强度，在装甲和水密防护上做了大的改进，侧舷水线防御装甲厚度接近吨位相近的战列舰。第一次世界大战爆发以后，在多格尔沙洲海战中，塞德利茨号艉部炮塔炮弹装填室被击穿，引发大火险些发生弹药库殉爆，造成后部两座主炮炮塔失去作战能力。德国海军根据这次作战的教训，改进了弹药储藏室和弹药输送通道的防护措施，防止炮塔及其弹药输送通道一处受损，火势下窜到弹药库，而危及全舰安全。在日德兰海战中，塞德利茨号被22发大口径穿甲弹和1枚鱼雷命中，全部的五座主炮炮塔被毁，船舱内大量进水，总进水量超过排水量的五分之一。在与舰队失去联系的情况下，独自蹒跚返回了德国本土基地，堪称传奇，塞德利茨号出色的损管和防护设计为其赢得了“不沉战舰”之名。德国战舰采用的水密结构设计和炮塔防护的优点为此后各国建造大型军舰时所借鉴。战争结束后塞德利茨号被引渡到英国，在斯卡帕湾自沉。
- 该舰以18世纪普鲁士王国将军弗里德里希·威廉·冯·塞德利茨男爵(1721-1773)命名。

## 性能数据
- 排水量：24988吨（设计）/28550吨（最大）
- 尺寸：长200.6米/宽28.5米/吃水9.29米
- 动力：27台锅炉，2台蒸汽轮机，4轴，主机功率67000马力（过载功率89738马力）
- 航速：26.5节（试航时达到29节）；续航力：4200海里/14节
- 武备：10门283毫米/50倍口径主炮(双联装炮塔5座)，12门单装150毫米/45倍口径副炮，12门88毫米/45倍口径炮，4座500毫米鱼雷发射管。
- 装甲（毫米）：水线装甲带100－300，甲板25－65，水密舱隔板150，炮塔250－100，指挥塔350
- 舰员：平时1068人